# Chilosphex
Chilosphex Menke, 1976 è un genere di insetti apoidei appartenente alla famiglia Sphecidae.

## Descrizione
Le dimensioni vanno da 16 a 22 mm.

## Biologia
Formano nidi pedotrofici che riforniscono con grandi ortotteri ensiferi. Le unghie molto grandi caratteristiche di questo genere sono funzionali a trascinare le grosse prede e ad issarle su pareti verticali per portarle al nido.

## Distribuzione
La distribuzione del genere va dall'Europa meridionale fino al Caucaso.

## Tassonomia
Il genere è formato da due specie:
- Chilosphex argyrius (Brullé, 1833)
- Chilosphex pseudargyrius (Roth in de Beaumont, 1967)

In Italia è presente C. argyrius.